# Tetramorium syriacum
Tetramorium syriacum är en myrart som beskrevs av Carlo Emery 1922. Tetramorium syriacum ingår i släktet Tetramorium och familjen myror. Inga underarter finns listade i Catalogue of Life.